# فابيو لوتشيوني
فابيو لوتشيوني (بالإيطالية: Fabio Lucioni) (25 سبتمبر 1987 بتيرني في إيطاليا - ) هو لاعب كرة قدم إيطالي في مركزي قلب الدفاع والدفاع. لعب مع نادي بينيفينتو ونادي ترنانا ونادي ريجينا ونادي سبيزيا ونادي سيينا وSS Monopoli 1966 ‏ وASD Barletta 1922 ‏ وإيه إس نويكاتارو ونادي جيلا.

## وصلات خارجية
- فابيو لوتشيوني على موقع الاتحاد الأوربي (الإنجليزية)
- فابيو لوتشيوني على موقع قاعدة بيانات كرة القدم.إي يو (الإنجليزية)
- فابيو لوتشيوني على موقع Soccerway.com (الإنجليزية)
- فابيو لوتشيوني على موقع عالم كرة القدم.نت (الإنجليزية)